# Eugen Dorsch

Eugen Dorsch

Eugen Dorsch (* 31. Juli 1896 in Auer (Moritzburg) (?); † unbekannt) war ein deutscher Polizeipräsident und SA-Brigadeführer.

## Leben und Wirken
Dorsch diente in den ersten Jahren des Ersten Weltkrieges im Dragoner-Regiment „König Albert von Sachsen“ (Ostpreußisches) Nr. 10. Er war zuletzt Leutnant und wurde mit beiden Eisernen Kreuzen ausgezeichnet. Er studierte Rechtswissenschaft an der Albertus-Universität Königsberg und wurde 1920 im Corps Baltia Königsberg aktiv. Er brach das Studium ohne Abschluss ab und arbeitete ab 1922 als praktischer Landwirt auf dem Gutshof Neu Trempen im Kreis Darkehmen. Dort engagierte er sich 1920 in der Heimatwehr Ostpreußen. Von 1922 bis 1925 war er im Stahlhelm, Bund der Frontsoldaten aktiv. Später bewirtschaftete er das Rittergut Redden bei Domnau. Nachdem er bis 1927 der Deutschnationalen Volkspartei angehört hatte, trat er zum 1. Oktober 1929 der NSDAP bei (Mitgliedsnummer 168.217). In die Sturmabteilung (SA) trat er zum 1. September 1930 ein. In ihr wurde er im Oktober 1930 zum Standartenführer und im Oktober 1933 zum Oberführer befördert. Seinen höchsten Rang erreichte er 1938 mit der Beförderung zum SA-Brigadeführer. Nach dem Wahlsieg der NSDAP bei der Reichstagswahl März 1933 übernahm Dorsch die Führung der SA-Brigade 5 in Elbing, die er bis 1936 beibehielt. Ebenfalls ab 1933 amtierte er als Polizeipräsident in Elbing. In dieser Stellung tat er sich durch Übergriffe auf Juden hervor. In den erbitterten Auseinandersetzungen um sein Corps war er 1933/34 die Speerspitze der Nationalsozialisten, die das Corps auf Parteilinie bringen wollten. Seine Widersacher waren der Senior Hans-Wolfram Knaak und der Altherrenvorsitzende Kurt Tornier. Dorsch legte das Band am 25. Dezember 1933 nieder, nahm es am 29. Januar 1934 aber wieder auf. In einem weithin beachteten Prozess stellte das Landgericht Königsberg fest, dass das eine rechtliche Unmöglichkeit war.
Im NS-Staat war Dorsch von Oktober 1942 bis 1945 Polizeipräsident in Königsberg (Preußen). Zugleich war er im besetzten Białystok mit dem Aufbau und der Leitung des Polizeipräsidiums und der Führung der SA betraut. In der Schlacht um Königsberg blieb er in der Stadt, obwohl er wie sein Lehrmeister Erich Koch hätte fliehen können. Über den Zeitpunkt und die Umstände seines Todes ist nichts bekannt. In den Kösener Corpslisten 1960 ist er nicht aufgeführt.

„Es ging u. a. die Erzählung im Volk herum, eine Fee habe Hitler vorausgesagt, er werde Anhänger haben, die überzeugt, zuverlässig und auch klug seien. Er müsse aber beachten, daß jeweilig nur zwei dieser Eigenschaften sich koppeln ließen. Die Einstufung von Dorsch in diese Ordnung war einfach. Er hatte im Krieg dem König von Preußen treu gedient. Er galt auch als zuverlässiger Kampfgefährte. Mit Geistesgaben war er jedoch weniger ausgestattet. Er konnte nicht Feinheiten unterscheiden, so daß ihm das Fingerspitzengefühl fehlte, um als Führer bei seinem Vorgehen den richtigen Weg zu finden. Er blieb 1945 in der Festung Königsberg, obwohl er wie viele der damaligen politischen Oberschicht die Möglichkeit hatte sich zu retten.“